# Mihail I

Ducat de argint emis de Mihail I

Mihail I (n. ? – d. august 1420), fiu al lui Mircea cel Bătrân, a fost domn al Țării Românești între ianuarie 1418 - august 1420) și asociat la domnie fie din 1408 (după P. P. Panaitescu sau O. Iliescu), fie din 1399 (după Nicolae Iorga) sau chiar 1393 (după Emil Vîrtosu). A avut o domnie scurtă și agitată.

## Biografie
Petre P. Panaitescu a socotit anul de asociere pornind de la faptul că – exceptând câteva documente greșit datate – între 1387 și 1397 în hrisoave nu este pomenit numele lui Mihail, ceea ce se întâmplă însă începând din 1409. Totodată el socotește că documentul citat de Iorga este din 1409, nu din 1399.
În linii mari păstrează politica tatălui său de apropiere față de statele creștine în special față de Regatul Maghiar și Moldova continuând, pe aceeași direcție, colaborarea cu comercianții sași, chiar din primul an de domnie dând un act prin care „oaspeților”, adică sașilor din Heltau (Cisnădie) „și oamenilor lor anume vlahii” dreptul de a-și paște turmele „în munții noștri”.
Poate tocmai aceste prea bune relații cu vecinii creștini atrag urgia turcească. Anul 1419 aduce două campanii otomane, una în primăvara anului, a doua în august, respinse de voievod cu ajutorul maghiar. Luptele se reiau în toamnă, în părțile Severinului, unde, la 28 octombrie,  se constată și prezența regelui Sigismund al Ungariei care dă un hrisov, în calitate de suzeran, mănăstirilor Vodița și Tismana, întărindu-le posesiunile. Cu prilejul acestor noi lupte, ungurii ocupă cetatea Severinului.
Luptele au continuat în 1420, când a avut loc o expediție turcească de amploare, fiind atacate atât Țara Românească cât și Banatul, Transilvania, și Moldova. În aceste împrejurări tragice, oastea Țării Românești a fost înfrântă, pe câmpul de luptă aflându-și sfârșitul și voievodul muntean, alături de cei doi fii ai săi Radu și Mihail. Urmările campaniei militare otomane din acel an sunt groaznice: în Banat sunt prădate părțile Lugojului. Din Banat, oștile sultanului intră în Transilvania pe la Porțile de Fier și pradă regiunea Orăștiei. Este asediată Cetatea Albă, dar fără succes, oastea lui Alexandru cel Bun reușind să respingă pe atacatori. Brașovul este cucerit și prădat infiorător, întreg senatul orașului fiind dus în captivitate.
Succesiunea la tronul Țării Românești este asigurată de fratele lui Mihail I, Radu Praznaglava.